# Henri Alekan

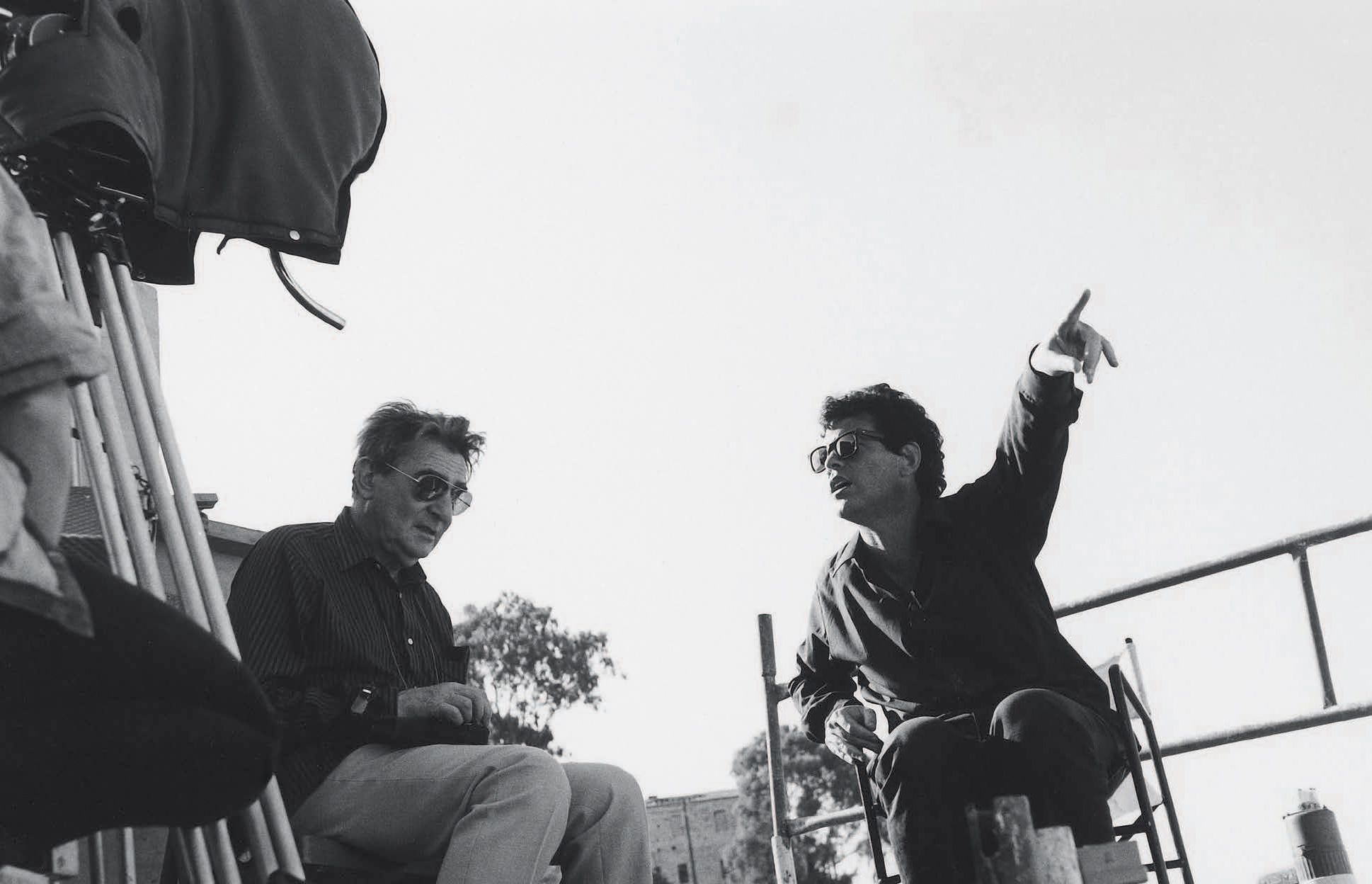
Henri Alekan (links) mit Amos Gitai

Henri Alekan (* 10. Februar 1909 in Paris; † 15. Juni 2001 in Auxerre) war ein französischer lichtsetzender Kameramann (Director of Photography). Er wird zu den bedeutendsten Filmkameraleuten des 20. Jahrhunderts gezählt.
Wichtigstes Werk ist die magisch-surreale Lichtgestaltung von Jean Cocteaus Spielfilm Es war einmal aus dem Jahr 1946, eine Verfilmung des französischen Volksmärchens Die Schöne und das Biest.

## Leben
Nach dem Studium an der Conservatoire National des Arts et Métiers und an der École supérieure d’optique arbeitete Alekan von 1928 bis 1940 als Kameraassistent, unter anderem von Eugen Schüfftan, und nach und nach als hauptverantwortlicher Kameramann. Nach dem Zweiten Weltkrieg war er nur noch Chef-Kameramann und wurde für die Arbeit an William Wylers Ein Herz und eine Krone (1953) gemeinsam mit Franz Planer für den Oscar in der Kategorie Beste Kamera nominiert.
Sein Stil war geprägt von der Lichtsetzung in Gemälden alter Meister wie Rembrandt mit stark akzentuierter Licht- und Schattengestaltung.
Im Jahr 1983 gehörte er zur Jury der Internationalen Filmfestspiele von Cannes. Wenige Monate später wurde Alekan für Joseph Loseys Drama Eine Frau wie ein Fisch mit dem César als bester Kameramann geehrt. Mit 77 Jahren eigentlich schon im Ruhestand, wurde er 1987 von Wim Wenders für Der Himmel über Berlin reaktiviert – als Reverenz trägt der darin vorkommende „Circus Alekan“ seinen Namen. 1996 wurde er von der American Society of Cinematographers mit dem International Achievement Award geehrt.
Alekan starb mit 92 Jahren an Leukämie.

## Filmografie (Auswahl)
- 1937: Ein sonderbarer Fall (Drôle de drame)
- 1946: Schienenschlacht (La Bataille du rail)
- 1946: Es war einmal (La Belle et la Bête)
- 1947: Das Boot der Verdammten (Les maudits)
- 1948: Anna Karenina
- 1949: Orpheus (Orphée)
- 1953: Ein Herz und eine Krone (Roman Holiday)
- 1954: Weiße Sklavinnen für Tanger (Les impures)
- 1955: Die Helden sind müde (Les Héros sont fatigués)
- 1957: Taifun über Nagasaki (Typhon sur Nagasaki)
- 1957: Casino de Paris
- 1959: Ihr Verbrechen war Liebe (Douze heures d‘horlorge)
- 1960: Austerlitz – Glanz einer Kaiserkrone (Austerlitz)
- 1961: Die Prinzessin von Cleve (La Princesse de Clèves)
- 1962: Die dritte Dimension (Le couteau dans la plaie)
- 1964: Topkapi
- 1965: Lady L
- 1966: Mohn ist auch eine Blume (The Poppy Is Also a Flower)
- 1966: Spion zwischen 2 Fronten (Triple Cross)
- 1968: Mayerling
- 1970: Im Visier des Falken (Figures in a landscape)
- 1973: Rivalen unter roter Sonne (Soleil Rouge)
- 1975: Die Puppe des Gangsters (La pupa del gangster)
- 1982: Eine Frau wie ein Fisch (La Truite)
- 1982: Der Stand der Dinge
- 1983: Une pierre dans la bouche
- 1984: Wundkanal – Hinrichtung für vier Stimmen – Regie: Thomas Harlan
- 1987: Der Himmel über Berlin

## Bibliografie
- Des lumières et des ombres (1984, Éditions du Collectionneur)
- La belle et la bête (1992, in Zusammenarbeit mit  Robert Hammond und Jean Marais, Éditions du Collectionneur)
- Question de Lumières in Zusammenarbeit mit Robert Doisneau (1993, Édition Stratem)
- Le Vécu et l'Imaginaire Chroniques d'un homme d'images (1999, Éditions La Sirène).
- Encore une nuit à Paris (L'Harmattan, 2000)

Keines der Bücher von H. Alekan liegt bisher auf Deutsch vor.